# Eisenbahnbrücke Břeclav
Die Eisenbahnbrücke Břeclav wurde 1898 in der Nähe der Zuckerfabrik Lundenburg in Břeclav gebaut. Sie verband das Anschlussgleis der auf der anderen Seite der Thaya (tschechisch Dyje) liegenden Fabrik mit der Bahnstrecke Břeclav–Brno. Die Brücke hat eine Stahlfachwerkstruktur und ist genietet.
Die Brücke liegt auf dem einen Ufer fest montiert, während sie am anderen Ufer auf sich bewegenden Rollen gelagert ist.
Nach der Stilllegung der Zuckerfabrik 1992 wurde die Brücke für den Bahnverkehr nicht mehr benötigt. Nach einer Renovierung steht sie nun für Wanderer und Radfahrer zur Verfügung.
Seit 2010 steht die Brücke unter Denkmalschutz (Kulturní památka).